# Bounkiling
Bounkiling est une commune de Moyenne-Casamance (Sénégal), située dans le département de Bounkiling – dont c'est le chef-lieu – et la région de Sédhiou.
À proximité du Soungrougrou, un affluent du fleuve Casamance, elle est traversée par la route nationale N4 qui relie Kaolack à Ziguinchor.
Le village a été érigé en commune en juillet 2008.
Selon une source officielle, Bounkiling compte 2 651 habitants et 246 ménages.
À vol d'oiseau, les localités les plus proches sont : Vélingara, Kadialin, Tabayel, Kandiounkou, Kampoto.
Bounkiling (village) est fondé par les mandingues (la famille Faty) originaire du Gabou en Guinée Bissau. Peu après, ils vont être rejoints par des mandingues du Pakao principalement les Solly venus de Karamtaba qui vont assurer l'imamat (la direction de la prière à la mosquée du village) et la famille du maître coranique Sérif mahfouj Dramé venue de pakao Mankonomba qui va occuper la fonction de l'enseignement coranique dans le village. Ce maître coranique, Mahfouj Dramé, familièrement appelé sérif salimata du nom de sa mère Salimata Cissé, appartient à la grande famille des Fodé (maître coranique en mandingues) de Pakao Mankonomba. Sérif Mahfouj a dû quitter son village natal en désaccord avec le chef de canton de la zone. Il s'est donc installé à Bounkiling à l'invitation du chef de canton de la zone, Baba Doumbouya dont il était par ailleurs le marabout.  
Le village se situait alors plus haut, vers le village baïnouk de Tobor. Ce site aujourd'hui appelé Soukoto (la vieille cité, en mandingue) garde encore les vestiges du passé de Bounkiling. Jusque-là, au niveau du site actuel, appelé alors "Campoto", il n'existait qu'une seule construction (boung kiling en mandingue) qui servait de gîte pour les voyageurs. Avec le bitumage de la transgambienne, la population a migré de soukoto vers le campoto, le site actuel.